# Arismendi (Venezuela)
Pour les articles homonymes, voir Arismendi.
Arismendi est une ville de l'État de Barinas au Venezuela, chef-lieu de la municipalité d'Arismendi.